# 簡嘉宏
簡嘉宏（1987年3月6日—）是前臺灣男子籃球運動員，主要位置是中鋒。畢業於國立臺灣師範大學，曾效力於超級籃球聯賽璞園建築，也是中華男籃的隊員。現任統一健身房區經理 暱稱簡熊bear

## 國家隊生涯
簡嘉宏被選入了中華男籃。而在2011年威廉瓊斯盃邀請賽中華vs韓國的比賽中，由於曾文鼎、陳信安及林志傑等人因故未能上場，簡嘉宏從以往的陪襯角色換成主角，拿下全場最高的29分，但最後中華還是以68:110慘敗給韓國。

## 外部連結
- 簡嘉宏在fiba.basketball（英语）
- 簡嘉宏在archive.fiba.com（存檔）（英语）
- 簡嘉宏在Eurobasket.com（球員）（英语）
- 簡嘉宏在RealGM（英语）